# Oxyscelio magnus
Oxyscelio magnus är en stekelart som först beskrevs av Jean-Jacques Kieffer 1914.  Oxyscelio magnus ingår i släktet Oxyscelio och familjen Scelionidae. Inga underarter finns listade i Catalogue of Life.